# カメリア (歌手)
カメリア(Камелия、ラテン文字転写Kamelia)、本名カメリア・ヴラディミロヴァ・ベスコヴァ(Камелия Владимирова Вескова、ラテン文字転写Kamelia Vladimirova Veskova)は、ブルガリア北西部の町チプロフツキ出身のポップ・フォーク歌手。ブルガリアのポップ・フォークを扱うレコード会社パイネルの黎明期からの歌手の一人であり、同国でのポップ・フォークの発展を支えた一人。2006年にはブルガリア版の雑誌PLAYBOYに写真が掲載された。

## アルバム
- Ogan Momiche, 1998 (炎の女)
- Zlatna Ribka, 1999 (金魚)
- Kade Si Ti, 2001 (あなたは何処？), マキシシングル
- Neshto Goreshto, 2002 (熱い物)
- Prezarezdane, 2004 (再充電), マキシシングル
- Ima Liubov, 2005 (愛がある)
- Single + Best Collection, 2006